# ファイザー
ファイザー（英: Pfizer Inc.）は、アメリカ合衆国ニューヨーク州に本社を置く大手製薬会社。2021年の医薬品売上高は世界第1位である。ニューヨーク市マンハッタン区のグランド・セントラル駅に程近いミッドタウン東部に、本社ビルを所有している。
企業目的（スローガン）は「Breakthroughs that change patients' lives」（患者さんの生活を大きく変えるブレークスルーを生みだす）。

## 沿革
ファイザー公式サイトのアメリカ本社の歴史などによる。
- 1849年 - チャールズ・ファイザーらによってニューヨークで創立[3]。南北戦争時の北軍の医薬品はほとんどファイザーが製造した[広報 8]。
- 1949年 - 抗生物質テラマイシンが初の自社開発品として成功を収めた。
- 1970年 - 社名をチャールズ・ファイザー＆カンパニー・インクから、ファイザー・インクに改めた。
- 1982年 - 抗炎症剤フェルデンが年間売り上げ10億ドルを突破する、ファイザー初のブロックバスターに。巨大企業への礎を築いた。
- 1990年代 - 積極的な大型買収を繰り返し、高脂血症薬リピトール、抗うつ薬ゾロフト、勃起不全薬バイアグラ、抗炎症剤セレブレックスなどの商品を抱える巨大企業に成長する。
- 2000年 - アメリカのワーナー・ランバート社（医薬品のパーク・デービス（英語版）、カプセル剤のカプスゲル、カミソリのシック、含嗽剤のリステリン、お菓子のアダムス（現モンデリーズ キャンディ・ガム菓子部門）、観賞魚製品のテトラ・ベルケ（現テトラ）などを保有）を買収した。
- 2003年 - アメリカのファルマシア社を買収し、この時点で世界最大の製薬会社となった。有力な新薬を会社ごと買収して収益を上げる手法は「ファイザーモデル」とも呼ばれ、1990年代から進んだ製薬業界再編の旗頭となった。
- 2004年 - ダウ平均株価の構成銘柄に選出された（2020年8月31日に除外された）。
- 2006年 - 「Working for a healthier world （より健康な世界の実現のために）」という世界統一の企業スローガンが発表された。
- 2008年 - 「Working together for a healthier world」と、スローガンに「共に」という文言が追加された。
- 2009年1月 - アメリカのワイス社を約680億ドルで買収することを発表、買収手続きを同年10月までに完了した。
- 2010年 - ロゴマークを変更[注釈 1]。
- 2013年2月 - 動物・植物向け薬部門をゾエティス（Zoetis）としてスピンオフする。
- 2014年 - イギリスのアストラゼネカ社を693億ポンドで買収する提案を行なったが、拒絶を受けて破談となった[4]。
- 2015年
  - 9月1日 - 抗がん剤などの重い副作用212例の期限内での報告を怠ったとして、厚生労働省から医薬品医療機器法に基づく業務改善命令を受ける[5]。
  - 11月23日 - アイルランドのアラガン社を1600億米ドルで買収し、本社を法人税率の低いアイルランドに移す計画を発表[6]。
- 2016年
  - 4月6日 - アイルランドのアラガン社を1,600億米ドルで買収し、本社を租税回避目的で、法人税率の低いアイルランドに移す計画としていたが、アメリカ合衆国連邦政府やアメリカ合衆国財務省の規制強化のため断念した[7][8]。
- 2018年8月 - 独BioNTechとmRNAに関する共同研究開発活動を実施する契約を締結[9]。
- 2019年1月1日 - アルバート・ブーラが最高経営責任者に昇進し、彼のメンターであるイアン・リードの後を継いだ。
- 2020年 - アップジョン事業をファイザーから分社化し、ヴィアトリスを設立。

## 研究開発
研究開発費に毎年9000億円近く使われているが、ファイザー本体からの新薬は1998年のバイアグラ以来登場しておらず、2006年には超大型新薬になると期待されたトルセトラピブの臨床試験も失敗した。稼ぎ頭であるリピトールが2011年に特許が切れて、後発医薬品の登場によりブロックバスターが無くなり、経営体制の見直しを余儀なくされているのが現状である。これにより、日本法人を含めて世界規模でのリストラが進められている。

## 不祥事
1996年、ナイジェリアのカノにおける臨床試験で、髄膜炎の治療に同社の薬剤「トロバン」が使用され、200人の子供が身体障害を受け、11人が死亡した。ナイジェリア政府は、インフォームド・コンセントを適切に得たかどうかについて疑わしいとしてファイザーを起訴した。ファイザーは、薬物検査に関するすべての規制を満たしていると法廷で主張した。最終的に、ファイザーが総額7500万ドルの損害賠償をカノ州に支払うことで和解した。

## 日本法人
ファイザー株式会社（英：Pfizer Japan Inc.）は、米ファイザーの日本法人である。本社は、東京都渋谷区代々木三丁目22番7号（新宿文化クイントビル）に所在する。

### 日本法人の沿革
ファイザー公式サイトの日本法人の歴史などによる。
- 1953年 - 田辺製薬（現・田辺三菱製薬）との合弁により、ファイザー田邊株式会社を設立し、日本へ進出した。当時の主力製品「テラマイシン」（抗生物質）などの販売を開始するも、テラマイシン国産品の増産ができず、当時の厚生省の方針によって合弁契約の解消を迫られた。
- 1955年6月 - 台糖ファイザー株式会社を設立。台湾製糖は独自の培養技術でペニシリンを販売していたが、パートナーとして海外医薬品メーカーと提携を模索しており、当時のファイザーと利害が一致した。1955年にファイザー田邊の株式のうち、田辺製薬の持ち分を台糖へ譲渡し、台糖ファイザーが誕生（実際は後に社名変更を実施）した。会長に武智勝（ロバート・アーウィンの妻の弟）、社長に益田克信（益田孝の孫）が就任。
- 1950年から1970年代 - 当時は外為法の規制によって、外国の製薬会社は日本の大手製薬会社との合弁会社を通して、自社製品を合弁先である日本の製薬会社によって販売していたが、台糖ファイザーは当初から独自にMR（医薬情報担当者）を多く雇用し、自社で納入・販売先を開拓してきた。そのため多くのMRを擁していることが特徴である。また、合併や自社開発により扱う製品数が多くなったこともあり、現在では全国に約2,400人のMR（国内最大級）がいる。
- 1983年 - 米ファイザーの完全子会社となった。
- 1989年 - 日本法人の社名をファイザー製薬株式会社に変更した。
- 2003年 - 米ファイザー (Pfizer Inc.) が2000年に米ワーナー・ランバート、2003年に米ファルマシア を買収したのに併せて、日本法人もそれぞれ事業を統合した。ファルマシア日本法人との事業統合を機に、現在のファイザー株式会社へ社名を変更した。
  - なお、ワーナー・ランバートの菓子ブランド「アダムス」（リカルデント、ホールズ、メントスなど）はキャドバリージャパンへ譲渡した。また、旧ファイザー、旧ワーナー・ランバート、旧ファルマシアでそれぞれ展開してきた一般用医薬品ブランド（アネトン、リステリン、ニコレット、ブラックス、バイシンなど）もジョンソン・エンド・ジョンソンに譲渡した。
  - すでにワーナー・ランバートに合併されていたドイツの観賞魚用品メーカー・旧テトラベルケ社（のちの同社テトラ事業部）も、独立している（MBO）。このほか、安全剃刀の世界ブランド・シックも電池関連メーカー・エナジャイザーグループに売却した。
- 2007年7月 - 医薬営業部門を対象とした先着電話受付リストラを実施し、本社・MRを含む約700名が早期退職した。
  - 愛知県知多郡武豊町の中央研究所は閉鎖となった。そのうち、研究員約70名がエンプロイー・バイアウト（EBO）により研究所施設を利用した新会社・ラクオリア創薬を2008年7月に設立、独立した。
- 2008年 - 日本法人設立55周年を記念してCMが制作され、楽曲には中孝介の「風よ」が起用された。
- 2010年6月1日 - 2009年10月の米ファイザーの米ワイス社買収に伴い、日本法人もワイス社日本法人と統合した。
- 2015年9月1日 - 重篤な副作用症例を定められた期限内に医薬品医療機器総合機構（PMDA）へ報告していなかったため、医薬品、医療機器等の品質、有効性及び安全性の確保等に関する法律（薬機法、旧薬事法）第72条の4第1項の規定に基づき、厚生労働省より業務改善命令を受けた[5][広報 10]。
- 2019年1月 - アップジョン事業部門を新設し、エスタブリッシュ医薬品事業部門を専門とする。上海に本部を置き、日本でも非感染性疾患領域の治療薬を中心に展開する。
- 2020年11月16日 - 米本社がアップジョン事業部門を分社化してマイランと統合させて新会社VIATRIS（ヴィアトリス）を設立したことに合わせ、日本法人はアップジョン事業部門をヴィアトリス製薬に社名変更し、マイランEPD合同会社、マイラン製薬とともにヴィアトリスグループとして事業開始すると発表[11]。

### 主要商品

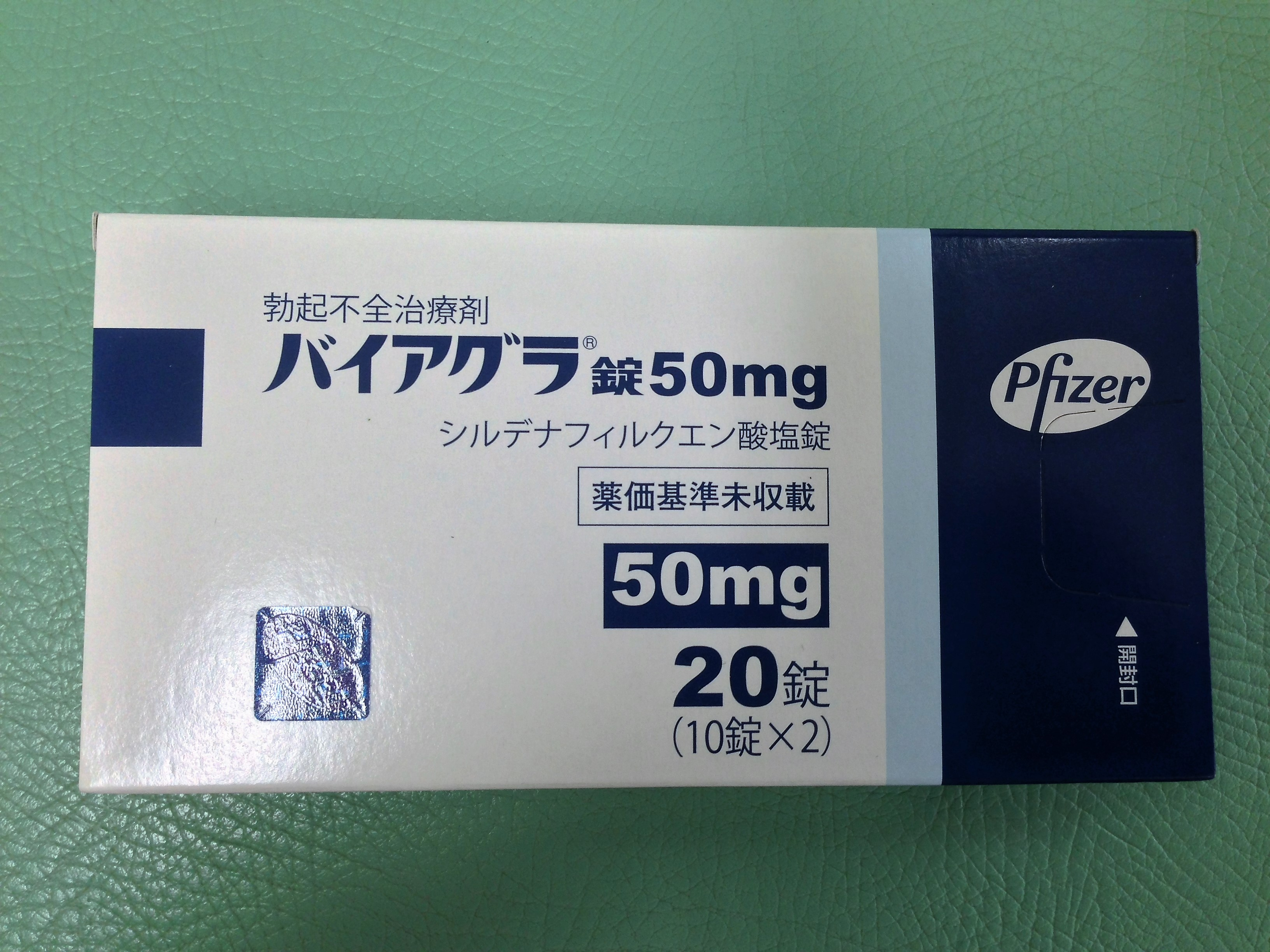
バイアグラ 50mg

- アムバロ配合錠「ファイザー」（バルサルタン・アムロジピンベシル酸塩配合剤錠） - 高血圧治療薬
- ノルバスク（アムロジピン） - 長時間作用型カルシウム拮抗薬。高血圧・狭心症治療薬。
- カルデナリン（ドキサゾシン） - アドレナリンαブロッカーであり高血圧治療薬。
- リピトール（アトルバスタチン） - 旧ワーナー・ランバートの製品でHMG-CoA還元酵素阻害薬。
  - 2004年度では世界の上位銘柄1位となり、ファイザーのワーナー・ランバート買収資金がリピトールの売上で充分に回収できた、とされている。日本ではアステラス製薬（旧山之内製薬）が共同販売を行っている。
- カデュエット（アムロジピンとアトルバスタチンの合剤）
- ジスロマック（アジスロマイシン） - マクロライド系抗菌薬。
- ユナシン-S（スルバクタム・アンピシリン） - 注射用ペニシリン系抗菌薬
- スルペラゾン（スルバクタム・セフォペラゾン） - 注射用セフェム系βラクタマーゼ阻害剤配合抗菌薬
- ザイボックス（リネゾリド） - VREおよびMRSAに効果を持つ抗菌薬
- ハルシオン（トリアゾラム） - 旧アップジョン社が開発。超短期型睡眠薬として有名。
- ソラナックス（アルプラゾラム） - 緩和精神安定剤、抗不安薬の一種。旧アップジョン社が開発。
- ジェイゾロフト（セルトラリン） - 抗うつ薬の一種。世界110カ国で発売されているSSRI。
- イフェクサー（ベンラファキシン） - 抗うつ薬の一種。SNRI。
- ガバペン（ガバペンチン） - 抗てんかん薬。
- セレコックス（セレコキシブ） - 世界100カ国以上で発売されているCOX-2選択性の非ステロイド性消炎・鎮痛剤 (NSAID)。リピトール同様、日本ではアステラス製薬が製造し、共同販売も行っている。旧ファルマシア開発。
- ポンタール（メフェナム酸） - 旧ワーナー・ランバートの製品で鎮痛・消炎・解熱剤。日本では第一三共（旧三共）が製造し、共同販売も行っている。
- バイアグラ（シルデナフィル） - ED治療薬。
- チャンピックス（バレニクリン） - 経口禁煙補助薬。ニコチン受容体部分作動薬。
- キサラタン（ラタノプロスト） - 緑内障・高眼圧症治療剤。PGF2α誘導体。
- ザラカム（ラタノプロスト＋チモロール） - 緑内障・高眼圧症治療剤。キサラタンとチモロールの配合剤。
- スーテント（スニチニブ） - 腎細胞癌治療薬、GIST消化管間質腫瘍治療薬、チロシンキナーゼ阻害薬
- リリカ（プレガバリン） - 末梢性神経障害性疼痛治療薬（発売当初は帯状疱疹後神経痛治療薬であった）。神経接合部のカルシウムチャネル阻害剤。（日本ではエーザイと共同販売）
- ニコレット
- ロバックS
- バイシン
- テレス

合併後に承認された製品
- インライタ（アキシチニブ） - 腎細胞癌治療薬、
- ザーコリ（クリゾチニブ） - 非小細胞肺癌治療薬、チロシンキナーゼ阻害剤
- デトルシトール（酒石酸トルテロジン） - 過活動膀胱治療薬
- トビエース（フェソテロジンフマル酸塩） - 過活動膀胱治療薬
- ゼルヤンツ（トファシチニブクエン酸塩） - 関節リウマチ治療薬、ヤヌスキナーゼ阻害薬
- コミナティ（トジナメラン） - COVID-19ワクチン

かつて取り扱っていた製品
- アリセプト（ドネペジル） - エーザイが開発・発売しているアルツハイマー病治療薬で、提携によりファイザーが日本も含めて世界的に共同販売を行っていたが、2012年12月末をもって販売提携が終了した。
- イブランス（パルボシクリブ） - 乳がん治療薬 サイクリン依存性キナーゼ4/6阻害剤

### 自主回収
アムバロ配合錠「ファイザー」
2019年2月8日、海外原薬製造所（インド）で製造された当該製品の原薬バルサルタンから、世界保健機関（WHO）においてヒトに対して発がん性があるとされるN-ニトロソジエチルアミンが、許容限度値の0.166ppmを超えて最大0.23ppmが検出され、N-ニトロソジメチルアミンが許容限度値0.599ppm以下であるものの、最大0.10ppmが検出されたとの情報を入手した。そのため、当該医薬品の4商品、763,820錠を自主回収することとした。現在までに国内外において重篤な健康被害が発生したとの報告はない。